# Platocthispa lateritia
Platocthispa lateritia är en skalbaggsart som först beskrevs av J. Smith 1885.  Platocthispa lateritia ingår i släktet Platocthispa och familjen bladbaggar. Inga underarter finns listade i Catalogue of Life.